# Vương miện Đế chế Áo
Vương miện Đế chế Áo (Tiếng Đức: Österreichische Kaiserkrone) là một chiếc mũ miện trước đây được sử dụng bởi các nhà cai trị của chế độ Quân chủ Habsburg. Vương miện ban đầu được Jan Vermeyen làm vào năm 1602 tại Prague với tư cách là vương miện cá nhân của Hoàng đế La Mã Thần thánh Rudolf II, và do đó còn được gọi là Vương miện Hoàng đế Rudolf II (tiếng Đức: Rudolfskrone). Nó được sử dụng làm vương miện riêng của Nhà Habsburg khi họ được bầu lên làm Hoàng đế La Mã Thần thánh cũng như tiếp nhận ngai vàng ở Hungary và Bohemia. Năm 1804, nó trở thành vương miện chính thức của Đế quốc Áo mới thành lập. Sau năm 1867, nó vẫn là vương miện của đế chế Cisleithania thuộc Đế quốc Áo-Hung cho đến năm 1918.

## Mô tả
Vương miện Hoàng gia bao gồm ba yếu tố chính có ý nghĩa biểu tượng lớn: vòng tròn, vòm cao và mũ giám mục.

### Trích dẫn
1. ↑  Leithe-Jasper 2004, p. 14.
2. ↑  Kunsthistorisches Museum 1991, pp. 51–57.
3. ↑  Kunsthistorisches Museum 1991, p. 52.